# Morgan Aste
Pour les articles homonymes, voir Aste.
Morgan Aste, né le 26 août 1983 à Clermont-Ferrand, est un culturiste et homme de force français. Il est l'homme le plus fort de France en 2010 et 2013.

## Biographie
Fils de Roberto et de Annie, Morgan Aste est né à Clermont-Ferrand et passe son enfance entre Vic-le-Comte et Lissac (Saint-Maurice). Il a deux frères; Tony et Lucas. Imitant son père, il pratique la musculation à la maison. S'entrainant plus sérieusement à partir de l'an 2000, il débute les compétitions de culturisme en 2003. Il devient notamment vice-champion de France juniors dans la catégorie des plus de 75 kg en 2004 et est médaillé d'argent au championnat de France séniors dans la catégorie des plus de 100 kg en 2006. Il se forme aussi en 2002 au strongman et devient l'homme le plus fort de France en 2010 et 2013. Morgan est agent technicien à la piscine de Val d'Allier Comté et portier de discotheque le week end ( New 80 à Marsat).
Il mesure 1,92 m.

## Palmarès

### Culturisme
- 2014: Champion de France IFBB toutes catégories et catégorie +100 kg[2]
- 2011: 14e au championnat du monde IFBB- +100 kg[2]
- 2010: 2e au Grand prix de Slovaquie +90 kg[2]
- 2008: 9e Championnat d’Europe IFBB +100 kg[2]
- 2006: 2e Championnat du monde IFBB +100 kg, 5e au Grand Prix Weider + 90 kg[2]
- 2005: 4e Grand prix de Slovaquie + 90 kg[2]
- 2004: 
  - 2e au Championnat de France IFBB Junior + 75 kg[2]
  - 1er en demi finale France IFBB junior + 75 kg[2]

### Strongman
- 2013: 1er à la compétition Strongman: l’Homme le plus fort de France, 1er au Grand Prix du Forez +105 kg, 1er au Grand Prix de Provence +105 kg, et 1er au Grand Prix des Pyrénées + 105 kg[2]
- 2012: 
  - 2e à l’Homme le plus fort de France[2]
  - 1er au Grand Prix de Provence[2]
  - 2e au Grand Prix des Pyrénées[2]
- 2010: 1er de l’Homme le plus fort de France [2]